# Conchoecetta acuminata
Conchoecetta acuminata är en kräftdjursart som beskrevs av Claus 1890. Conchoecetta acuminata ingår i släktet Conchoecetta och familjen Halocyprididae. Inga underarter finns listade i Catalogue of Life.